# NGC 1825
NGC 1825 ist die Bezeichnung eines offenen Sternhaufens im Sternbild Dorado. Das Objekt wurde vermutlich im November 1834 von John Herschel entdeckt.